# Hollands U/21-fodboldlandshold
Hollands U/21-fodboldlandshold  består af hollandske fodboldspillere, som er under 21 år og administreres af Koninklijke Nederlandse Voetbalbond (KNVB).[kilde mangler]